# Lygodactylus wetzeli
Espèce
Synonymes
- Vanzoia wetzeli Smith, Martin & Swain, 1977

Lygodactylus wetzeli est une espèce de geckos de la famille des Gekkonidae.

## Répartition
Cette espèce se rencontre :
- dans le nord du Paraguay ;
- dans les départements de Santa Cruz et de Tarija en Bolivie ;
- au Mato Grosso do Sul au Brésil.

## Étymologie
Cette espèce est nommée en l'honneur de Ralph M. Wetzel.

## Publication originale
- Smith, Martin & Swain, 1977 : A new genus and two new species of South American geckos (Reptilia: Lacertilia). Papéis Avulsos de Zoologia, Museu de Zoologia da Universidade de São Paulo, vol. 30, p. 195-213.